# Multiplikator
Multiplikator je promjena u egzogenim izdacima za jednu novčanu jedinicu povećava proizvodnju za više od jedne novčane jedinice.

## Model multiplikatora
Promjene pojedinih sastavnica agregatne potražnje djeluju multiplikativno na obim proizvodnje i veličinu BDP-a.

Model multiplikatora je teorija koja objašnjava utjecaj komponenti AD (agregatna potražnja) u kratkom roku na obim proizvodnje. Multiplikator je množitelj koji bilježi za koliko se mijenja BDP ovisno o promjeni komponente.
Multiplikator potrošnje je veći zato će veći utjecaj na promjenu dohotka imati promjena vladine potrošnje.

## Vrste modela multiplikatora:
- Osnovni ili jednostavni model (BDP = f (promjena C, promjena I)

ovaj model je građen na pretpostavci da su najamnine i cijene u KRATKOM ROKU fiksne, tako da se svaka promjena ekonomske politike odražava na zaposlenost i proizvodnju. Ravnoteža društvene proizvodnje se postiže kada se planirana štednja izjednači s planiranim investicijama. S=I
Prema metodi C+I ravnoteža se uspostavlja kada je željeno trošenje na potrošnju i investicije jednako razini ukupne proizvodnje. C+I = BDP

- Razvijeni ili Keynesov model (BDP = f (prom C, pr. I, pr.G, pr.X)

ovaj model analizira kako i potrošnja države (G) i neto izvoz (X) utječu na BDP.

Visina multiplikatora državnih izdataka (Kg)  ovisi o MPC odnosno MPS

{\displaystyle Kg={\frac {1}{(1-MPC)}}={\frac {1}{MPS}}}

Multiplikator državnih izdataka jednak je multiplikatoru investicija (k) te se oni jednim imenom nazivaju multiplikatorima izdataka.

Ravnoteža nastaje kada su ukupni izdaci (državna potrošnja) (C+I+G) jednaki BDP-u.

Privredna ravnoteža u modelu u koji je uključena i vanjska trgovina bit će kada je 
X=0 odnosno kada je C+I+G+X = BDP

## Multiplikator investicija (k)
Multiplikator investicija je broj koji množeći promjenu investicija daje promjenu proizvodnje i BDP-a.
Promjena BDP = multiplikator x promjena I

Veličina investicijskog multiplikatora ovisi o graničnoj sklonosti potrošnji (MPC) odnosno štednji (MPS)

{\displaystyle k={\frac {1}{(1-MPC)}}={\frac {1}{MPS}}}

Promjena proizvodnje = Promjena investicija x {\displaystyle {\frac {1}{MPS}}}

Na višim razinama dohotka efekt multiplikatora bit će manji zbog opadajućeg MPC i rastućeg MPS
Primjena investicijskog multiplikatora ograničena je na stanje depresije kada u privredi postoje neiskorišteni resursi. Kada realni BDP prijeđe potencijalni BDP multiplikatorski učinak investicija nestaje i pretvara se u inflacijsku potražnju.

## Porezni multiplikator (Kt)
Kt = MPC x multiplikator izdataka
Porezni multiplikator (Kt) je broj koji govori za koliko će se smanjiti ravnotežni dohodak, ako se porez poveća za jednu jedinicu.

## Multiplikator otvorene privrede (Mop)
Uz pomoć granične sklonosti uvozu (Mpm) određuje se Mop. Mpm pokazuje za koliko će se povećati novčana vrijednost uvoza, ako se BDP poveća za jednu novčanu jedinicu.

{\displaystyle Mop={\frac {1}{(MPS+MPm)}}}

## Multiplikator zatvorene privrede (Mzp)
Kako u zatvorenoj privredi nema uvoza, Mpm = 0 pa je {\displaystyle Mzp={\frac {1}{MPS}}}